# Herrarnas lagförföljelse i bancykling vid olympiska sommarspelen 2004
Herrarnas lagförföljelse i bancykling vid olympiska sommarspelen 2004 ägde rum i Athens Olympic Sports Complex.  Det sattes nytt världsrekord i denna tävling.

## Medaljörer
| Event                    | Guld                                                            | Silver                                                                | Brons                                                            |
| Herrarnas lagförföljelse | Australien Graeme Brown Brett Lancaster Brad McGee Luke Roberts | Storbritannien Steve Cummings Rob Hayles Paul Manning Bradley Wiggins | Spanien Carlos Castaño Sergi Escobar Asier Maeztu Carlos Torrent |

## Resultat

### Kvalifikation
| Rank | Lag            | Namn                                                                   | Tider      |
| ---- | -------------- | ---------------------------------------------------------------------- | ---------- |
| 1    | Australien     | Graeme Brown Peter Dawson Brett Lancaster Stephen Wooldridge           | 4:00.613 Q |
| 2    | Storbritannien | Steve Cummings Paul Manning Chris Newton Bryan Steel                   | 4:03.985 Q |
| 3    | Spanien        | Carlos Castaño Sergi Escobar Asier Maeztu Carlos Torrent               | 4:04.421 Q |
| 4    | Tyskland       | Robert Bartko Guido Fulst Christian Lademann Leif Lampater             | 4:05.823 Q |
| 5    | Nederländerna  | Levi Heimans Jens Mouris Peter Schep Jeroen Straathof                  | 4:06.286 Q |
| 6    | Ukraina        | Volodymyr Dyudya Roman Kononenko Sergiy Matveyev Vitlaiy Popkov        | 4:07.175 Q |
| 7    | Frankrike      | Mathieu Ladagnous Anthony Langella Jérôme Neuville Fabien Sanchez      | 4:07.336 Q |
| 8    | Litauen        | Linas Balciunas Aivaras Baranauskas Tomas Vaitkus Raimondas Vilcinskas | 4:08.812 Q |
| 9    | Ryssland       | Vladislav Borisov Alexander Khatuntsev Alexei Markov Andrey Minashkin  | 4:09.394   |
| 10   | Nya Zeeland    | Hayden Godfrey Peter Latham Matthew Randall Marc Ryan                  | 4:10.820   |

### Matchomgångar
Heat 1
| Tyskland      | 4:03.785 Q | (4:a) |
| Nederländerna | 4:04.605   | (5:a) |

Heat 2
| Spanien | 4:02.374 Q | (3:a) |
| Ukraina | 4:05.266   | (6:a) |

Heat 3
| Storbritannien | 3:59.866 Q | (2:a) |
| Frankrike      | varvade    | (7:a) |

Heat 4
I denna match sattes nytt världsrekord.
| Australien | 3:56.610 Q | (1:a) |
| Litauen    | varvade    | (8:a) |

### Medaljlopp
Bronsmatch
| Spanien  | 4:05.523 |
| Tyskland | 4:07.193 |

Final
| Australien     | 3:58.233 |
| Storbritannien | 4:01.760 |